# Bahnhof Uphusum
Ophusum Station (tysk: Bahnhof Uphusum) er en tysk jernbanestation i Uphusum.